# شعرخوانی

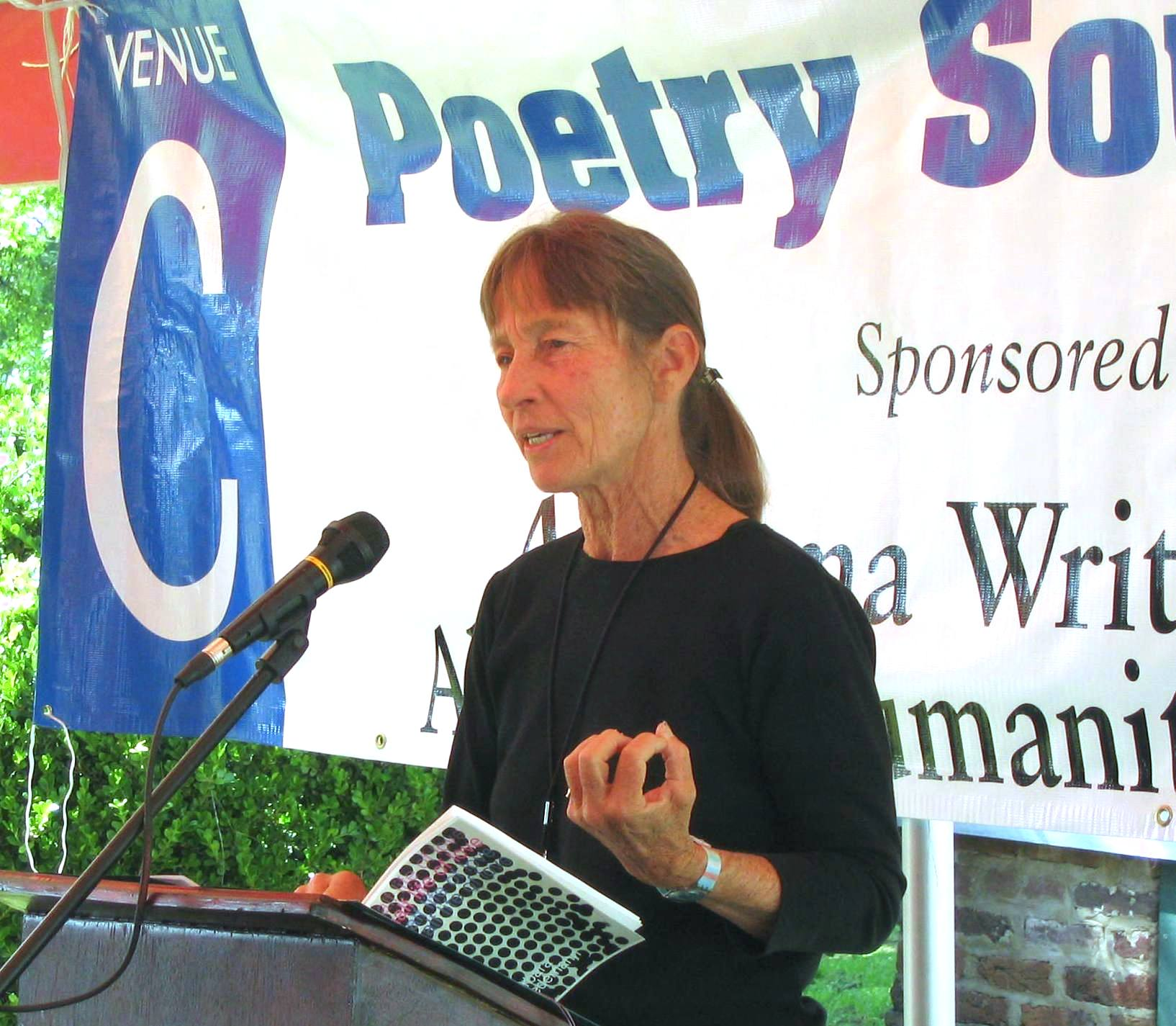
یک شعرخوانی در آلاباما

شعرخوانی مراسم عمومی خواندن یا اجرای شعر است.
جلسات عمومی شعرخوانی معمولاً در کافه‌ها یا کتابفروشی‌ها برگزار می‌شود گرچه شاعران برجسته جلساتشان را با حضور افراد بیشتر در جاهای بزرگتر مثل آمفی تئاترها برگزار می‌کنند.